# Amélia de Württemberg
Amélia Teresa Luísa Guilhermina Filipina de Württemberg (em alemão:  Amalie Therese Luise Wilhelmine Philippine von Württemberg; (Wolany, 28 de junho de 1799 — Altemburgo, 28 de novembro de 1848) foi uma duquesa de Württemberg e uma antepassada do príncipe Filipe, Duque de Edimburgo, da rainha Sofia de Espanha e de cinco reis da Grécia.

## Família
Amélia era segunda filha do duque Luís, Duque de Württemberg e da princesa Henriqueta de Nassau-Weilburg. Os seus avós paternos eram Frederico II Eugénio, Duque de Württemberg e a marquesa Frederica de Brandemburgo-Schwedt. Os seus avós maternos eram Carlos Cristiano, Príncipe de Nassau-Weilburg e a princesa Carolina de Orange-Nassau.
Entre as suas tias maternas encontravam-se a imperatiz Maria Feodorovna da Rússia, consorte do czar Paulo I da Rússia e a duquesa Isabel de Württemberg, consorte do imperador Francisco I da Áustria.

## Casamento e descendência
Amélia casou-se no dia 24 de Abril de 1817, em Kirchheim unter Teck, com o duque José de Saxe-Altemburgo, um filho do duque Frederico de Saxe-Altemburgo. Juntos tiveram seis filhas:
1. Alexandrina Maria Guilhermina Catarina Carlota Teresa Henriqueta Luísa Paulina Isabel Frederica Jorgina (14 de Abril de 1818 - 9 de Janeiro de 1907), casada no dia 18 de Fevereiro de 1843 com o rei Jorge V de Hanôver.
2. Paulina Frederica Henriqueta Augusta (24 de Novembro de 1819 - 11 de Janeiro de 1825).
3. Henriqueta Frederica Teresa Isabel (9 de Outubro de 1823 - 3 de Abril de 1915).
4. Isabel Paulina Alexandrina (26 de Março de 1826 - 2 de Fevereiro de 1896), casada no dia 10 de Fevereiro de 1852 com o grão-duque Pedro II de Oldemburgo.
5. Alexandra Frederica Henriqueta Paulina Mariana Isabel [adoptou o nome Alexandra Iosifovna após o casamento] (8 de Julho de 1830 - 6 de Julho de 1911), casada no dia 11 de Setembro de 1848 com o grão-duque Constantino Nikolaevich da Rússia.
6. Luísa (4 de Junho de 1832 - 29 de Agosto de 1833).

## Genealogia
| Maria Doroteia de Württemberg | Pai: Luís de Württemberg           | Avô paterno: Frederico Eugénio II, Duque de Württemberg | Bisavô paterno: Carlos Alexandre de Württemberg             |
| Maria Doroteia de Württemberg | Pai: Luís de Württemberg           | Avô paterno: Frederico Eugénio II, Duque de Württemberg | Bisavó paterna: Maria Augusta de Thurn e Taxis              |
| Maria Doroteia de Württemberg | Pai: Luís de Württemberg           | Avó paterna: Sofia Doroteia de Brandemburgo-Schwedt     | Bisavô paterno: Frederico Guilherme de Brandemburgo-Schwedt |
| Maria Doroteia de Württemberg | Pai: Luís de Württemberg           | Avó paterna: Sofia Doroteia de Brandemburgo-Schwedt     | Bisavó paterna: Sofia Doroteia da Prússia                   |
| Maria Doroteia de Württemberg | Mãe: Henriqueta de Nassau-Weilburg | Avô materno: Carlos Cristiano de Nassau-Weilburg        | Bisavô materno: Carlos Augusto de Nassau-Weilburg           |
| Maria Doroteia de Württemberg | Mãe: Henriqueta de Nassau-Weilburg | Avô materno: Carlos Cristiano de Nassau-Weilburg        | Bisavó materna: Augusta Frederica de Nassau-Idstein         |
| Maria Doroteia de Württemberg | Mãe: Henriqueta de Nassau-Weilburg | Avó materna: Carolina de Orange-Nassau                  | Bisavô materno: Guilherme IV, Príncipe de Orange            |
| Maria Doroteia de Württemberg | Mãe: Henriqueta de Nassau-Weilburg | Avó materna: Carolina de Orange-Nassau                  | Bisavó materna: Ana, Princesa Real e Princesa de Orange     |